# Annette Birschel
Annette Birschel (Braunschweig, 1960) is een Duitse journaliste.

## Levensloop
Birschel groeide op in Bremen. Na een studie geschiedenis, journalistiek en literatuurwetenschap in Hamburg en de Verenigde Staten werkte zij van 1988 tot 1990 bij de centrale redactie van de Evangelische Pressedienst (epd) in Frankfurt am Main. Vervolgens was ze van 1991 tot 1995 inzake de Verenigde Naties correspondent voor de epd in Genève. Sinds 1996 is ze als onafhankelijke journaliste voor de epd en diverse zenders van de ARD in Nederland en België werkzaam. Van 2002 tot 2007 was ze ook voorzitter van de Buitenlandse Persvereniging in Nederland.
Als bekende buitenlander levert ze regelmatig commentaar op de Nederlandse televisie en radio over van belang zijnde gebeurtenissen in Duitsland. Verder heeft ze twee boeken geschreven over de eigenaardigheden van de Nederlanders, waaronder één speciaal bezien vanuit Duits oogpunt.
Annette Birschel was getrouwd met een Nederlander. Haar relatie was voor haar de reden om zich in de Nederlandse stad Amsterdam te vestigen, waar ze heden ten dage nog steeds woonachtig is.

## Werk
- Do ist der Bahnhof: Nederland door Duitse ogen, 2008, ISBN 978-90-351-3205-4
- Waar zijn de bitterballen?: cultuurwijzer voor het Nederlandse leven, 2009, ISBN 978-90-351-3328-0
- Mordsgouda. Als Deutsche unter Holländern, 2011, ISBN 978-3-548-28201-5